# James Wilcox
James Henry Wilcox (Bolton, 10 juli 1916 – 2 januari 2012) was een Amerikaans componist, muziekpedagoog en dirigent van Britse herkomst.

## Levensloop
Wilcox vertrok op 5-jarige leeftijd van Engeland naar de Verenigde Staten. Hij deed zijn studies aan de University of Wisconsin, waar hij zijn Bachelor of Music behaalde, de Northwestern Illinois University, waar hij zijn Master of Music Education behaalde. Aan de Eastman School of Music behaalde hij de Master of Music in muziektheorie en aan de Florida State University promoveerde hij als doctor in muziektheorie. Aan de laatstgenoemde universiteit werd hij ook aansluitend docent. 
Gedurende de Tweede Wereldoorlog dirigeerde hij verschillende militaire orkesten en was Chief Warrant Officer Band Leader in South Carolina en aan het China-India-Burma theater. 
In 1946 werd hij aan de Southeastern Louisiana Universiteit als professor beroepen en leidde het harmonieorkest van de universiteit. In 1970 werd hij Dean van het College of Humanities tot zijn pensionering. In deze tijd heeft hij het Pottle Music Building uitgebouwd om het zogenoemde Music Annex en de Recital Hall. Als parttime professor-emeritus heeft hij tot 1991 aan deze universiteit gedoceerd. 
Naast zijn docerend en administratief werk was hij actief als hoornist in het Milwaukee Symphony Orchestra, de Baton Rouge Symphony, het New Orleans Summer Pops Orchestra en in het orkest van de Jackson (Mississippi) Opera werkzaam.
James H. Wilcox en zijn echtgenote Mary Wilcox, die hij in Milwaukee gehuwd heeft, hebben samen 5 kinderen en zijn de ouders van de schrijver James Wilcox jr. (North Gladiola, Miss Undine's Living Room, Sort of Rich ezv.). Hij overleed in 2012 op 95-jarige leeftijd.

## Composities

### Werken voor harmonieorkest
- 1956 Introduction and Passacaglia

### Kamermuziek
- 1940 Finale from Symphony, no. 1, op. 68, C minor by Johannes Brahms voor hoornkwartet
- 1961 Siegfried's Funeral March by Richard Wagner, voor hoornkwartet
- 1961 Allegro from "Horn Quintet" by Wolfgang Amadeus Mozart, voor hoorn en piano